# Hochzeitsparade
Hochzeitsparade (Originaltitel Here Comes the Groom) ist eine US-amerikanische Filmkomödie aus dem Jahr 1951 unter der Regie von Frank Capra. Die Hauptrollen sind mit Jane Wyman und Bing Crosby besetzt. Die Handlung basiert auf einer Erzählung von Robert Riskin und Liam O’Brien, der auch am Drehbuch für den Film beteiligt war. Auf der Oscarverleihung 1952 wurde der von Paramount Pictures produzierte Film mit einem Oscar in der Kategorie „Bester Song“ ausgezeichnet.

## Handlung
Pete Garvey, der als Reporter für The Boston Morning Express für drei Jahre in Paris gearbeitet hat, um über Kriegswaisen zu berichten, erhält einen Anruf seines Redakteurs George Degnan, der ihm einen neuen Posten im Fernen Osten anbietet. Pete will sich der neuen Herausforderung stellen. Dann jedoch erhält er von seiner Jugendliebe Emmadel „Emmy“ Jones, mit der er seit langem verlobt war, die Nachricht, dass sie nicht länger auf ihn warten wolle, da sie endlich heiraten und Kinder haben möchte. Pete sieht seine Chance, sie umzustimmen, darin, dass er nach Amerika zurückkehrt und Robert Dulac, genannt Bobby, um den er sich während seines Aufenthaltes in Paris wie ein Vater gekümmert hatte, mitbringt. Zuerst einmal muss er jedoch die notwendigen Formalitäten klären, was seine Abreise nach Amerika weiter verzögert. Hinzu kommt, dass Bobby nicht ohne Suzi, ein kleines Mädchen, das sich ihm während des Krieges angeschlossen hat, gehen will. So entschließt sich Pete, beiden Kindern eine neue Heimat zu geben. Bei seiner Rückkehr muss er jedoch feststellen, dass Emmy die Wartezeit zu lang wurde. Sie plant nun, in wenigen Tagen mit ihrem millionenschweren Chef Wilbur Stanley, einem Immobilientycoon, vor den Traualtar zu treten. Petes Lage wird zusätzlich dadurch erschwert, dass ihm von den Behörden die Auflage gemacht worden ist, innerhalb kürzester Zeit nachzuweisen, dass er verheiratet ist, da ihm die Kinder sonst wieder weggenommen werden.
Pete setzt nun Himmel und Hölle in Bewegung, um Emmy zurückzugewinnen, und das nicht nur im Interesse der Kinder. Zu seiner Überraschung stellt sich Wilbur Stanley, den er sich als alten Mann vorgestellt hatte, als ihm ebenbürtig heraus. Es gelingt Pete, auf Wilburs Anwesen unterzukommen. Er bietet ihm einen Handel an: Beide Männer sollen fair versuchen, sich Emmys Liebe zu sichern, ohne sich dabei in die Quere zu kommen. Wilbur, der sich Emmys Liebe ziemlich sicher ist, lässt sich auf Petes Spiel ein. An seinem neuen Wohnsitz trifft Pete auf Wilburs entfernte Verwandte Winifred, die Wilbur, ohne dass er davon weiß, schon lange liebt. Pete versucht, diesen Umstand für seine Zwecke zu nutzen. Er macht aus der farblosen Winifred eine draufgängerische junge Frau. Bei der Generalprobe zur Hochzeit kommt es zu einem „Ringkampf“ zwischen Winifred und Emmy, nachdem Winifred öffentlich ihre Liebe zu Wilbur verkündet hat. Wilbur kannte Emmy bisher nur als vollendete Dame, zeigt sich zu Petes Ärger jedoch auch von der wenig damenhaften Emmy angetan.
Die Hochzeit wird von Presse und Fernsehen live verfolgt, heiratet der Multimillionär Wilbur Stanley doch die Fischerstochter Emmy. Die Zeremonie wird jäh unterbrochen, als Pete mit einem FBI-Agenten und den weinenden Kindern im Schlepptau erscheint. Der Agent behauptet, Pete habe versucht, die Kinder zu entführen, damit sie nicht nach Frankreich geschickt werden. Wilbur verspricht, die Kinder nach der Eheschließung zu adoptieren, doch wollen Bobby und Suzi sich nicht von Pete trennen. Emmy bittet Wilbur, etwas zu tun. Vor laufenden Fernsehkameras bietet er Pete seinen Platz am Traualtar an. So wird am Ende aus Emmy und Pete ein Ehepaar.
Nach der Zeremonie gesteht Pete, dass es sich bei dem „FBI-Agenten“ um einen Reporter gehandelt habe, und Wilbur gratuliert ihm zu diesem Schachzug. Er selbst hat sich inzwischen in Winifred verliebt. Als Pete mit seiner kleinen Familie davonfährt, gesteht ihm Emmy, dass sie gleich wusste, dass der sogenannte „FBI-Agent“ nicht echt war.

## Produktion, Veröffentlichung, Musik
Die Dreharbeiten fanden von Ende November 1950 bis zum 29. Januar 1951 in Boston sowie in Gloucester in Massachusetts in den USA statt. Gedreht wurde außerdem in den Paramount Studios in Hollywood, USA. Für die Kostüme zeichnete Edith Head verantwortlich. Der Arbeitstitel des Films lautete You Belong to Me (Du gehörst zu mir).
Der Film erlebte seine Weltpremiere in den USA in Elko im US-Bundesstaat Nevada am 30. Juli 1951, in Los Angeles lief er am 6. September 1951 an und in New York am 20. September 1951. In der Bundesrepublik Deutschland startete er am 6. Mai 1952 und in Österreich ebenfalls im Jahr 1952. Außerdem kam er 1952 noch in den Niederlanden, Dänemark, Finnland, Schweden und Portugal als Premiere ins Kino. In Frankreich startete er am 16. Oktober 1953.
Die Ausgaben für den Film lagen bei $ 2.117.000 (geschätzt). In den USA spielte er $ 2.550.000 ein.
Musik im Film:
- In the Cool, Cool, Cool of the Evening, komponiert von Johnny Mercer und Hoagy Carmichael
- Misto Christofo Columbo von Jay Livingston und Ray Evans
- Our Own Little House und Bonne Nuit ebenfalls von Jay Livingstone und Ray Evans, gesungen von Bing Crosby.
- die Arie Caro Nome aus der Oper Rigoletto, gesungen von Anna Maria Alberghetti.

## Kritik
„Ein armer Journalist adoptiert in Paris nach 1945 zwei Kriegswaisen, indem er die Bedingung erfüllt, innerhalb von acht Tagen zu heiraten. Nach seiner Heimkehr in die USA konkurriert er erfolgreich mit einem millionenschweren Rivalen um Herz und Hand seiner Braut. Ein ausgelassen-witziges Lustspiel mit vielen Musical- und Swing-Einlagen (u. a. mit Louis Armstrong). Unbekümmerte Unterhaltung, mit der Capra freilich nicht mehr das Niveau und die Originalität seiner vielgerühmten Screwball-Comedies der 30er und frühen 40er Jahre erreicht.“

## Auszeichnungen
- Der Film konnte bei der Oscarverleihung 1952 in der Kategorie „Bester Song“ (In the Cool, Cool, Cool of the Evening von Hoagy Carmichael (Musik) und Johnny Mercer (Text)) einen Oscar erringen.
- Des Weiteren war er nominiert in der Kategorie „Beste Originalgeschichte“ beruhend auf der Erzählung You belong to me (Du gehörst mir) von Robert Riskin und Liam O’Brien, hatte aber das Nachsehen gegenüber dem dramatischen Thriller Eine Stadt hält den Atem an (Seven Days to Noon) von Paul Dehn und James Bernard.